# 魯島
66°54′S 66°57′W / 66.900°S 66.950°W
魯島是南極洲的島嶼，位於葛拉漢地西岸對開海域，長3.7公里，處於阿羅史密斯半島以北0.9公里，由讓-巴蒂斯特·夏古率領的法國探險隊發現。